# Motorama (Band)
Motorama ist eine Musikgruppe aus Rostow am Don, die 2005 von Vladislav Parshin gegründet wurde und Musik in den Genres Post-Punk und New Wave spielt. 

## Geschichte
Motorama wurde 2005 von Vladislav Parshin und einem befreundeten Musiker, der die Band später jedoch verließ, gegründet. Heute ist neben dem verbliebenen Gründungsmitglied noch die neue Bassistin Irene Parshina (geb. Marchenko, inzwischen mit Vladislav Parshin verheiratet) an den Kompositionen beteiligt. Motorama veröffentlichte bisher sieben LPs und sieben EPs. Die Band ist ein Vertreter der russischen Independent-Szene; der NME weist ihr sogar eine mögliche Vorreiterrolle für neue Entwicklungen zu. Die Musik orientiert sich stark an dem frühen Post-Punk der 1980er Jahre. 
Ihr erstes Album Alps erschien 2010 als Selbstveröffentlichung. Es folgten Calendar (2012), Poverty (2015), Dialogues (2016) und schließlich ihr fünftes Album Many Nights (2018) beim französischen Independent-Label Talitres. Anfangs spielte die Band vor allem Konzerte in Russland, bis sie 2011 auch international bekannt wurde und durch Europa und Lateinamerika tourte.
Im Januar 2020 gründete Motorama I'm Home Records. Dem unabhängigen Label gehören die russischen Bands Utro, Letovgorode und TEZ an, in welchen Vladislav Parshin als Sänger aktiv ist. Mit dem eigenen Label möchte die Band in finanzieller und kreativer Hinsicht unabhängiger sein. Bei I'm Home Records erschien im Januar 2021 ihr sechstes Album Before The Road, das zwischen Juni 2020 und Januar 2021 in Rostov am Don aufgenommen wurde.

## Diskografie

### Studioalben
- 2010: Alps (Selbstveröffentlichung)
- 2012: Calendar (Talitres Records)
- 2015: Poverty (Talitres Records)
- 2016: Dialogues (Talitres Records)
- 2018: Many Nights (Talitres Records)
- 2021: Before the Road (I’m Home Records)
- 2023: Sleep, And I Will Sing (I’m Home Records)

### EPs
- 2008: Horse (Selbstveröffentlichung)
- 2009: Bear (Selbstveröffentlichung)
- 2011: Empty Bed (Selbstveröffentlichung)
- 2011: One Moment (Selbstveröffentlichung)
- 2013: Eyes (Talitres Records)
- 2014: She Is There (Talitres Records)
- 2016: Holy Day (Talitres Records)